# Саймон, Джефф
Джеффри Саймон (англ. Jeffrey Simon; род. 17 августа 1989 года в Лас-Вегасе, штат Невада, США) — американский шорт-трекист, канадского происхождения. Чемпион мира 2008 года. 3-х кратный бронзовый призёр чемпионата мира.

## Спортивная карьера
Джефф Саймон участвовал впервые на юниорском чемпионате мира в 2006 году, где занял в общем зачёте 23-е место, уже на следующий год он выиграл серебро среди юниоров в эстафете и на 500 м в Млада Болеславе, став 5-м в многоборье. Через год на командном чемпионате мира в Харбине выиграл золотую медаль в команде, и впервые выиграл 500 м на Кубке мира в Солт-Лейк-Сити, а в 2009 году на чемпионате мира среди команд в Херенвене завоевал бронзу.
В марте 2010 года участвовал на Кубке Америки и получил тяжёлую травму позвоночника при столкновении со своим товарищем. Джефф восстановился к
чемпионату мира в Шеффилде, где на 1500 м занял третье место, уступив только корейскому спортсмену Но Джин Гю и канадцу Шарлю Амлену, затем в суперфинале на 3000 м также был третьим, в многоборье занял 5-е место. В эстафете также помог команде стать третьими. На Кубке мира сезона 2010/11 годов выиграл 1500 м на этапе в Монреале и бронзу в Чанчуне.
После операции позвоночника Джефф пропустил весь сезон 2011/12 годов. «Тренер назвал меня лжецом. Я пытался получить помощь от (американских конькобежцев), медицинское лечение, но они мне не помогли. Они сказали: „Не повезло“. Так что я потерял все. Я потерял финансирование, я потерял место в национальной команде, я снова потерялся. Я не знал, что мне делать» — сказал Саймон. После лечения он участвовал в национальном чемпионате и сразу выиграл 1500 м у Трэвиса Джейнера. В сезоне 2013/14 он участвовал на нескольких этапах Кубка мира. где лучшим местом стало 10-е в Москве. В 2014 году завершил карьеру.